# Veratrum viride
Espèce
Classification APG II (2003)
Veratrum viride, appelé vérâtre vert ou tabac du diable est une espèce de plantes de la famille des Liliaceae selon la classification classique ou de celle des Melanthiaceae selon la classification phylogénétique.
C'est une grande plante vivace et spectaculaire, à rhizome, formant généralement de grandes colonies. Sa tige est non ramifiée, verte, robuste et bien droite pouvant atteindre 1 à 1,5 m de hauteur. Les feuilles sont grandes et peuvent facilement atteindre une trentaine de centimètres de long. Les fleurs sont jaune citron ou vert-lime, à queues courtes et fortes.

## Habitat
Elle pousse surtout sur les rivages des cours d'eau, dans la zone de débordement printanier, autour des marais et dans les pâturages. Certains pâturages de la vallée de la rivière Saint-Charles dans la ville de Québec en sont d'ailleurs complètement envahis.

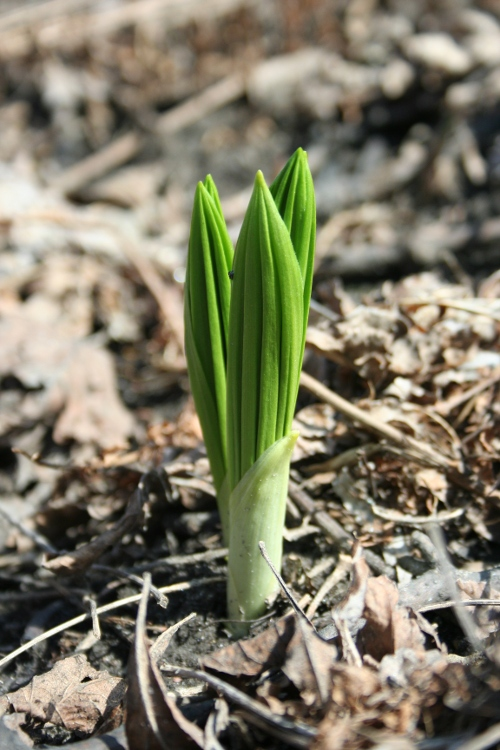
Pousses de Vérâtre vert sur les rives de la rivière Saint-Charles

On retrouve le Vérâtre vert sur la côte est de l'Amérique du Nord ainsi que sur la côte ouest
. Sur la côte est, la limite nord est inconnue, mais la plante se trouve dans le bassin de la rivière Hamilton, au-delà des sources de la rivière Moisie jusque dans la région du lac Wabush (Labrador) ; elle existe dans la vallée de la Matapédia, mais elle est apparemment absente de la Gaspésie, de la Côte-Nord et d'Anticosti.

## Toxicité
La substance toxique, présente dans toutes les parties de la plante mais en concentration plus importante dans le rhizome, est la vératridine ou vératrine ({\displaystyle C_{36}H_{51}NO_{11})}, un alcaloïde.
L’ingestion de Vérâtre vert entraîne des brûlures d’estomac, rapidement suivis par des nausées et des vomissements évacuant le poison. Si celui-ci n’est pas complètement rejeté, des sueurs froides et le vertige s’emparent de l’intoxiqué ; la respiration devient difficile, causant une sensation d’étouffement. La mort peut survenir par asphyxie ou par arrêt cardiaque.

## Utilisation médicinale
La vératrine a déjà été recommandée pour traiter les palpitations nerveuses, les convulsions épileptiques, certaines névralgies, la paralysie, la coqueluche, la goutte, l'hydropisie, etc., mais son efficacité pour traiter ces maladies, excepté certaines formes de névralgies sévères, n'est pas bien démontrée. Des extraits de vératrine étaient encore utilisés pour traiter l'hypertension artérielle au milieu du siècle dernier, mais avec des effets secondaires difficiles à supporter.

## Utilisation traditionnelle
Les Amérindiens (Cherokee et Iroquois) de l'est de l'Amérique du Nord utilisaient cette plante comme analgésique pour traiter le rhumatisme, les symptômes de la grippe ainsi que pour aider à soigner des problèmes de peau et de nature orthopédique. 

## Anecdote
Diverses sources mentionnent son utilisation par certains peuples autochtones de Nouvelle-Angleterre pour élire un nouveau chef,. Cette histoire semble provenir d'une anecdote racontée par John Josselyn dans son ouvrage de 1674 intitulé « An Account of Two Voyages to New-England ». Il est à noter que les "Two Voyages" de Josselyn ont été accueillis avec scepticisme dès leur publication.
« Les Anglais de la Nouvelle-Angleterre prennent de l'Hellébore blanc, qui agit aussi bien avec eux qu'avec les Indiens, qui, après l'avoir trempé dans de l'eau pendant un certain temps, le donnent à boire aux jeunes garçons réunis. S'il remonte, ils les forcent à boire à nouveau leur vomi (qu'ils gardent dans un bol d’écorce de bouleau) jusqu'à ce qu'il reste en eux, et celui qui en sort vainqueur est nommé capitaine des autres garçons pour l'année en cours. »

L'anecdote est entrée dans la littérature médicale 161 ans plus tard, lorsqu'elle a été rapportée par Osgood C. dans un article de 1835 sur le Veratrum viride. Tout en citant Josselyn, Osgood introduit une connotation politique (élection de chefs/ayant le droit de commander le reste) qui n'est pas évidente dans la version originale.
« Son utilisation dans l'élection de leurs chefs est remarquée par Josselyn, un des premiers visiteurs de ce pays, qui l'appelle "Hellébore blanc". Selon cet auteur, l'individu dont l'estomac, sous l'effet du Veratrum Viride, était le moins sensible à ses effets délétères, était considéré comme " le plus fort du groupe, et le plus apte à commander les autres. »

## Étymologie
Le nom générique viendrait du latin vere : vraiment et atrum : noir (allusion à la couleur de la racine de l'hellébore). L'épithète viride signifie vert (à cause de la couleur des fleurs).